# Epitausa
Epitausa är ett släkte av fjärilar. Epitausa ingår i familjen nattflyn.

## Dottertaxa tillEpitausa, i alfabetisk ordning[1]
- Epitausa adelpha
- Epitausa apicifera
- Epitausa atriplaga
- Epitausa certa
- Epitausa coppryi
- Epitausa dilina
- Epitausa exhibita
- Epitausa ferogia
- Epitausa flacida
- Epitausa flagrans
- Epitausa guttularis
- Epitausa hermesia
- Epitausa icterodes
- Epitausa ignilinea
- Epitausa laetabilis
- Epitausa lamida
- Epitausa livescens
- Epitausa lurida
- Epitausa modesta
- Epitausa obliterans
- Epitausa olivescens
- Epitausa pallescens
- Epitausa patagonica
- Epitausa pavescens
- Epitausa perseverans
- Epitausa phanerosema
- Epitausa recessa
- Epitausa rubrifusca
- Epitausa rubripuncta
- Epitausa rufa
- Epitausa subinsulsa
- Epitausa tripunctifera
- Epitausa umbrigens
- Epitausa venefica
- Epitausa violascens